# Nozdrzec (gmina)
Pour l’article homonyme, voir Nozdrzec.
Nozdrzec est une commune rurale polonaise du powiat de Brzozów, dans la voïvodie des Basses-Carpates, au sud-est de la Pologne. Elle couvre une superficie de 121,62 km2 et comptait 8 492 habitants en 2006.